# Foiling a Fortune Hunter
Foiling a Fortune Hunter és una pel·lícula muda de l'Éclair American protagonitzada per Alec B. Francis, Barbara Tennant i Lamar Johnstone. La pel·lícula es va estrenar com a mitja bobina juntament amb “What Father Did” el 7 de novembre de 1912.

## Argument
Charles Highby descobreix que la seva filla està a punt de fugir amb un jove a qui ha conegut en secret. Highby tenia previst que es casés amb Jack Spencer, el soci més jove del seu negoci, però en comptes d'enfadar-se intenta esbrinar com és la persona de la que s'ha enamorat la filla, el comte Frizelli. En descobrir que no és més que un caçador de fortunes, Highby decideix que la millor manera de curar la seva filla de l'enamorament és mostrar-li com és realment del comte.
Demana ajuda a Jack que es fa passar pel xofer que els ajudarà en la fugida. Un cop al cotxe aconsegueix fer enfadar el comte Frizelli que mostra el seu caràcter de veritat durant la major part del viatge. Al final intentarà portar la noia a l'altar a punta de pistola. A l'església es troben amb Highby i la noia, espantada, cau en els seus braços buscant que la portin a casa. Frizelli intenta disparar però Spencer el desarma. Es presenten les proves contra ell i el fals comte, molt espantat, fuig.

## Repartiment
- Alec B. Francis (Charles Higby)
- Barbara Tennant (Marian Higby)
- Lamar Johnstone (Jack Spencer)
- Will E. Sheerer (comte Frizzelli)
- George Larkin (cambrer)
- Miss Davis (criada de Marian)
- Charles J. Hunt (xòfer)